# Arabis axillaris
Arabis axillaris är en korsblommig växtart som beskrevs av Vladimir Leontjevitj Komarov. Arabis axillaris ingår i släktet travar, och familjen korsblommiga växter. Inga underarter finns listade i Catalogue of Life.